# Vitreledonellinae
Vitreledonellinae zijn een onderfamilie van inktvissen uit de orde der Octopoda. 

## Taxonomie
De volgende taxa zijn bij de onderfamilie ingedeeld:
- Geslacht Vitreledonella Joubin, 1918